# همولوگ‌شدن استر کوالسکی
همولوگ‌شدن استر کوالسکی یا همولوگاسیون استر کوالسکی یک واکنش شیمیایی برای همولوگ‌شدن استرها است.
این واکنش به عنوان جایگزین ایمن‌تر برای سنتز آرنت–ایسترت طراحی شد و در آن نیازی به دی‌آزو متان نیست. واکنش کوالسکی به نام ابداع‌گر آن کنراد جی. کوالسکی نامگذاری شده‌است.

## گونه‌ها
با تغییر واکنش‌گر در مرحله دوم واکنش، می‌توان از همولوگ‌شدن استر کوالسکی برای تهیه سیلیل ینول اترها نیز استفاده کرد.

## همچنین ببینید
- بازآرایی کورتیوس